# Мужская сборная России по волейболу сидя
Мужская сборная России по волейболу сидя — национальная сборная, представляющая Россию на соревнованиях по волейболу сидя в рамках летних Паралимпийских игр и соревнований, курируемых организациями паралимпийского волейбола World ParaVolley и Europe ParaVolley. Руководящие органы — Паралимпийский комитет России и Всероссийская федерация спорта лиц с поражением опорно-двигательного аппарата. Старший тренер сборной — Александр Овсянников. Российская сборная является бронзовым призёром летних Паралимпийских игр 2008 года в Пекине, а также чемпионом Европы 2017 года — на чемпионате Европы в хорватском Порече российская сборная сумела прервать многолетнюю гегемонию Боснии и Герцеговины.

## Краткая история
Волейбол сидя появился в СССР в конце 1980-х годов, развитие этого спорта шло в Москве и Московской области, а также на Урале и Сибири. В настоящее время центрами мужского волейбола являются Свердловская область, Омская область и ХМАО.
Основу сборной России составил екатеринбургский спортивный клуб инвалидов «Родник», тренером которого в 1996 году стал Виктор Дьяков. С 1996 и до конца своей жизни Дьяков руководил клубом, который фактически и являлся мужской сборной России по волейболу сидя: клуб завоёвывал 15 раз титул чемпиона России, успешно представлял Россию на международных турнирах. Собственно сборная стала бронзовым призёром Паралимпийских игр в Пекине 2008 года, а также шесть раз поднималась на пьедестал чемпионатов Европы.
После кончины Дьякова тренером команды стал Александр Овсянников, старший тренер мужской и женской сборных России. В 2017 году сборная России, 10 игроков которой из 12 представляли Екатеринбург и Свердловскую область, а 2 (Александр Байчик и Сергей Поздеев) — Московскую область, сенсационно выиграла чемпионат Европы в хорватском городе Пореч — в полуфинале в упорнейшем поединке команда одержала победу над Боснией и Герцеговиной, 9-кратным чемпионом Европы с 1999 по 2015 годы и серебряным призёром Паралимпиады в Рио-де-Жанейро, со счётом 3:2. В финале была обыграна сборная Украины со счётом 3:0.

## Состав
Заявка на чемпионат Европы 2017 года.
| Имя                | Дата рождения | Клуб                   |
| ------------------ | ------------- | ---------------------- |
| Алексей Волков     | 14.03.1983    | Родник (Екатеринбург)  |
| Андрей Лавринович  | 04.12.1976    | Родник (Екатеринбург)  |
| Виктор Миленин     | 20.11.1987    | Родник (Екатеринбург)  |
| Александр Савичев  | 11.03.1989    | Родник (Екатеринбург)  |
| Анатолий Крупин    | 05.02.1984    | Родник (Екатеринбург)  |
| Святослав Карташев | 10.07.1989    | Родник (Екатеринбург)  |
| Евгений Волосников | 24.01.1994    | Родник (Екатеринбург)  |
| Денис Шестаков     | 06.05.1993    | Родник (Екатеринбург)  |
| Танаткан Букин     | 15.01.1967    | Родник (Екатеринбург)  |
| Сергей Якунин      | 27.02.1961    | Родник (Екатеринбург)  |
| Александр Байчик   | 15.04.1982    | Атлант (Орехово-Зуево) |
| Сергей Поздеев     | 09.08.1979    | Атлант (Орехово-Зуево) |

Старший тренер — Александр Овсянников.